# Cyclantheropsis
Cyclantheropsis är ett släkte av gurkväxter. Cyclantheropsis ingår i familjen gurkväxter.
Kladogram enligt Catalogue of Life:
| Cyclantheropsis | \| \| Cyclantheropsis madagascariensis \| \| \| \| \| \| Cyclantheropsis occidentalis \| \| \| \| \| \| Cyclantheropsis parviflora \| \| \| \| |
|                 | \| \| Cyclantheropsis madagascariensis \| \| \| \| \| \| Cyclantheropsis occidentalis \| \| \| \| \| \| Cyclantheropsis parviflora \| \| \| \| |
|                 | Cyclantheropsis madagascariensis |
|                 | |
|                 | Cyclantheropsis occidentalis |
|                 | |
|                 | Cyclantheropsis parviflora |
|                 | |